# Locke & Key (sèrie de televisió)
Locke & Key és una sèrie de televisió web nord-americana de drama i terror sobrenatural desenvolupada per Carlton Cuse, Meredith Averill i Aron Eli Coleite, basada en la  sèrie de còmics del mateix nom de  Joe Hill i Gabriel Rodríguez. Es va estrenar a Netflix el 7 de febrer de 2020. La sèrie és protagonitzada per Darby Stanchfield, Connor Jessup, Emilia Jones, Jackson Robert Scott, Laysla De Oliveira, Petrice Jones i Griffin Gluck.
Netflix en va anunciar una segona temporada al març del 2020.

## Sinopsi
Després que Rendell Locke és assassinat a mans del seu exalumne Sam Lesser, la seva esposa Nina es veu obligada a mudar-se amb els tres fills, Tyler, Kinsey i Bode, de Seattle a Matheson, Massachusetts, i residir a la casa de la família de Rendell, la Keyhouse (casa clau). Els nois aviat descobreixen una sèrie de misterioses claus a tota la casa que es poden fer servir per desbloquejar diverses portes de manera màgica. No obstant això, s'adonen que una entitat demoníaca també busca les mateixes claus per als seus propis fins malèvols.

## Càsting i personatges

### Principals
- Darby Stanchfield com a Nina Locke, la matriarca de la família Locke.
- Connor Jessup com a Tyler Locke, el fill gran de la família Locke.
- Emilia Jones com a Kinsey Locke, la filla mitjana y l'única filla de la família Locke.
- Jackson Robert Scott com a Bode Locke, el fill petit de la família Locke.
- Petrice Jones com a Scot Cavendish, estudiant cineasta britànic a l'Academia Matheson, i un interès amorós de Kinsey.
- Laysla De Oliveira com a Dodge,[nota 1] la «senyora del pou» de Keyhouse, qui era el dimoni que posseïa a Lucas.
- Griffin Gluck com a Gabe,[nota 2] un nou estudiant a l'Academia Matheson y un interès amorós de Kinsey.

### Recurrents
- Bill Heck com a Rendell Locke, el patriarca de la família Locke i el difunt marit de Nina.
- Aaron Ashmore com a Duncan Locke, el germà petit de Rendell.
- Sherri Saum com a Ellie Whedon, una vella amiga de Rendell que va sortir amb el millor amic de Rendell, Lucas, a l'escola secundària i professora d'educació física a l'Acadèmia Matheson.
- Thomas Mitchell Barnet com a Sam Lesser, l'estudiant que dispara i mata a Rendell.
- Kevin Alves com a Javi, l'amic de Tyler que juga a l'equip d'hoquei amb ell a l'Acadèmia Matheson.
- Genevieve Kang com a Jackie Veda, una noia de la qual Tyler està enamorat.
- Hallea Jones com a Eden Hawkins, la millor amiga de Jackie.
- Kolton Stewart com a Brinker Martin, amic de Javi.
- Asha Bromfield com a Zadie Wells, una de les amigues d'Scot.
- Jesse Camacho com a Doug Brazelle, un dels amics d'Scot.
- Eric Graise com a Logan Calloway, un estudiant discapacitat de l'Acadèmia Matheson.
- Felix Mallard com a Lucas Caravaggio,[nota 3] el millor amic de Rendell de l'escola secundària.
- Steven Williams com a Joe Ridgeway, professor d'anglès de Tyler a l'Acadèmia Matheson.
- Coby Bird com a Rufus Whedon, el fill adoptiu d'Ellie i el jardiner de Keyhouse.

## Les Claus (1a temporada)

### Clau de Qualsevol Lloc
Permet la teleportació a qualsevol lloc que es visualitzi. N'hi ha prou que hi hagi una porta a mà.

### Clau Eco
Serveix per 'cridar' a l'eco d'un difunt a la casa del pou. Aquest ésser podria fugir del pou amb la clau de Qualsevol Lloc.

### Clau Mirall
En ficar la clau en un mirall, El reflex et conduirà a un laberint de vidres.

### Clau de Cap
Un pany a la base del coll dona accés a la ment de la persona. Es pot treure o ficar idees i records.

### Clau Fantasma
En traspassar certa porta el cos es converteix en fantasma i jeu inert.

### Clau de Fòsfor
Només cal tocar una superfície (o cos) perquè cremi.

### Clau de la Caixa de Música
Si s'obre la caixa de música a què fa referència, tot aquell a qui es dirigeix la persona que controla la caixa, haurà d'obeir.

### Clau Reparadora
Aquesta clau repara qualsevol artefacte trencat, retornant la seva forma original.

### Clau de la Identitat
Qui la fa servir pot ser qualsevol persona.

### Clau d'Ombres
Combinant el seu poder amb la Corona de les ombres, dona la possibilitat de controlar totes les siluetes en penombra que es vulgui.

### Clau Omega
Obre la Porta Negra, situada a la cova dels Ofegats, per accedir a una dimensió demoníaca.

## Episodis
| Núm. | Títol                     | Direcció             | Guió                            | Data d'estrena original |
| --- | ------------------------- | -------------------- | ------------------------------- | ----------------------- |
| 1 | «Welcome to Matheson»     | Michael Morris       | Joe Hill i Aron Eli Coleite     | 7 de febrer de 2020     |
| Un home, després de rebre una trucada telefònica, agafa una clau i l'introdueix al pit, fent que s'incineri a si mateix i casa seva. Tres mesos després, la família Locke es trasllada a Matheson, Massachusetts, després de l'assassinat de Rendell. Es muden a Keyhouse, casa familiar de Rendell, amb l'ajuda del germà petit de Rendell, Duncan. El jove fill Locke, Bode, es troba a la casa del pou, on sent la veu d'una dona que diu ser el seu ressò. Quan el fill gran Tyler i la seva filla Kinsey comencen l'escola, Bode explora Keyhouse i sent estranys xiuxiueigs que el condueixen a claus màgiques amagades per tota la casa. Troba la clau de qualsevol lloc, que es pot fer servir en qualsevol porta per viatjar a qualsevol lloc que hagi vist, i la clau de mirall, que obre un portal a una dimensió dins de qualsevol mirall. La mare dels fills Locke, Nina, queda atrapada en la dimensió del mirall. Echo li diu a Bode que pot salvar la seva mare si li dona la clau de qualsevol lloc Ho fa, però ella utilitza la clau per escapar de la casa del pou. Tyler i Kinsey arriben a temps per ajudar a Nina a sortir del mirall. Echo es reuneix amb Sam Lesser, actualment a la presó per haver assassinat Rendell. |                           |                      |                                 |                         |
| 2 | «Trapper / Keeper»        | Michael Morris       | Liz Phang                       | 7 de febrer de 2020     |
| Els nens de Locke troben que la seva mare no recorda haver estat atrapada en la dimensió del mirall. A l'escola, Tyler s'interessa per Jackie, mentre Kinsey lluita per encaixar-se fins que coneix a Scot i a altres de la "Savini Squad", que estan tractant de fer una pel·lícula de terror i s'hi uneix amb cautela. Bode tem que torni a venir Echo i es vincularà amb Rufus, el jove propietari fonamental de Keyhouse. Amb l'ajuda de Rufus, Bode intenta fer una trampa per a Echo, però quan torna després d'utilitzar la clau de qualsevol lloc per viatjar pel món, veu les intencions del nen i adverteix a Bode que no la decebi. Bode troba una altra clau i, després de veure aparèixer un forat a la part posterior del coll d'un empleat de la botiga, intenta fer-lo servir quan Tyler i Kinsey arriben a casa. Ells troben que Bode ha utilitzat la Clau de Cap, que els permet entrar en una representació de la seva ment. |                           |                      |                                 |                         |
| 3 | «Head Games»              | Tim Southam          | Meredith Averill                | 7 de febrer de 2020     |
| Tyler i Kinsey van amb Bode a la seva ment, que emmagatzema alguns records de Rendell. Echo viatja a la casa cremada, on l'home es va matar amb una clau i ella recupera la clau intacta. Després d'un joc d'hoquei, Tyler troba un dels matons de l'escola molestant a Kinsey, i colpeja a l'agrassó degut a la seva culpa reprimida, una decisió que el posa en problemes amb Joe Ridgeway. L'endemà, Tyler deixa que Kinsey utilitzi la tecla de capçalera per entrar a la seva idea, després d'un centre comercial, per trobar més records del seu pare. Els dos són perseguits per una representació de la por de Kinsey abans que s'escapin. Mentrestant, Bode troba la Ghost Key, que allibera l'ànima del seu cos i li permet parlar amb els morts, inclòs el seu besavi Chamberlain Locke, que esmenta que Rendell i Duncan l'havien visitat sovint quan eren més joves. Nina surt a sopar amb Ellie, l'antic amic de Rendell, i quan Nina esmenta a Bode que busca la casa del pou, Ellie es mostra molt preocupada. Kinsey se salta una cita amb Scot per utilitzar la Clau de Cap sobre ella mateixa, després arrossegant la representació de la seva por de la seva ment i enterrant-la.                                            |                           |                      |                                 |                         |
| 4 | «The Keepers of the Keys» | Tim Southam          | Mackenzie Dohr                  | 7 de febrer de 2020     |
| L'endemà Kinsey s'ha tornat més oberta i atractiva a l'escola; li diu a Tyler que havia utilitzat la Clau de Cap per treure de la seva ment la manifestació de la seva por. En parlar més amb Ellie, Nina s'assabenta que la majoria dels amics de Rendell són morts, i Mark Cho va morir recentment en un incendi a casa; a part d'Elie, només Erin Voss viu, però viu en un centre psiquiàtric. Ellie ajuda Nina a enderrocar una paret col·locada al soterrani de la casa per bloquejar una sala de recreació, on Nina troba un antic armari. Kinsey convida els Scot a la seva casa i fa servir la Clau de Cap per mostrar-li la seva ment, on comparteixen un petó. L'endemà al vespre, Echo apareix i tracta de treure la clau de Cap a Bode, però Bode s'adona que ella només pot agafar-la si ell li dona la seva voluntat. Echo desapareix i torna a Sam, donant-li la clau recuperada de la casa de Mark i instruccions sobre què fer després. |                           |                      |                                 |                         |
| 5 | «Family Tree»             | Mark Tonderai-Hodges | Andres Fischer-Centeno          | 7 de febrer de 2020     |
| Tyler i Kinsey són atrets per una altra clau oculta que descobreixen, és la «Clau de la caixa de música» (Music Box Key); quan s'insereix en una caixa de música, permet al portador controlar les accions d'una persona. A l'escola, Eden insulta Scot, i per tornar-hi, Kinsey i Gabe utilitzen la Clau de la Caixa de Música, que Tyler veu quan les seves vergonyoses accions es troben en les xarxes socials. Tyler adverteix a Kinsey d'abusar els poders clau, sense voler cridar l'atenció. Aquella nit, Tyler i Kinsey senten més xiuxiuejar i troben la Clau de Planta al cementiri. Quan l'utilitzen en un arbre proper, apareixen diversos jerros des de terra. Els pots contenen records de la infància de Duncan i troben a un jove Rendell que colpeja al seu amic Lucas Caravaggio fins a la mort. Mentrestant, Nina sospita d'una cicatriu al pit d'Ellie que és idèntica a la que tenia Rendell. Després que Ellie es negui a dir res al respecte, Nina s'acosta a Joe Ridgeway, que suggereix que les cicatrius són dels vells amics que havien compartit la mateixa experiència traumàtica en el passat. Més tard, Nina arriba a la casa de Joe i troba que havia mort per asfixia.                                          |                           |                      |                                 |                         |
| 6 | «The Black Door»          | Mark Tonderai-Hodges | Brett Treacy i Dan Woodward     | 7 de febrer de 2020     |
| Nina intenta convèncer la policia que Ridgeway no es va suïcidar, però fracasa. Kinsey esnenya a Duncan els records, però no recorda cap dels esdeveniments, tret d'algun record d'unes coves a la costa. Kinsey convenç a l'Esquadró Savini a filmar en aquestes coves com a pretext per aprofundir. Dins, troba una porta amb una forma omega. A mesura que la marea puja ràpidament, els seus amics han de ser arrossegats fora de la porta per Kinsey, i tots fugen per escapar de la cova. Scot es mostra furiós amb ella, però Gabe considera les seves accions valentes i comença a apropar-se a ella. Echo es dirigeix a una festa on Tyler s'embriaga i cabreja a Jackie. Quan Tyler surt corrents, Echo es presenta com a Dodge i comença a coquetejar amb ell. Sam utilitza la Clau Fòsforque Echo li va donar per cremar la presó i escapar-se, fent camí cap a Keyhouse. |                           |                      |                                 |                         |
| 7 | «Dissection»              | Dawn Wilkinson       | Michael D. Fuller               | 7 de febrer de 2020     |
| En flashbacks, Sam és consolada per Rendell. Mentre espera tot sol, Sam veu una foto de Keyhouse amb Dodge que el perseguia per llegir els informes de Rendell, que descriuen Sam com una persona amb problemes de salut mental. Sentint-se traït pels Locke, és implícit que això va conduir a l'assassinat de Rendell. Sam pren com a ostatge els Locke, exigint que li donin la Clau de Cap. Kinsey afirma que està enterrada a l'exterior, dirigint-lo cap a on va enterrar el seu monstre de por. Durant l'absència de Sam, Tyler ajuda a alliberar Nina, i quan Sam torna després de vèncer la por de Kinsey, Tyler fa servir la Clau de Cap. El jo interior de Sam es disculpa. Tyler s'adona que no va causar la mort del seu propi pare quan Sam explica que l'assassinat de Rendell no va ser previst i que simplement volia trobar les claus de Dodge. Sam treu la Clau de Cap del seu propi coll, just quan apareix Dodge que l'apunyala i pren totes les claus abans de desaparèixer. Quan arriba la policia, Sam intenta sortir per una porta, adonant-se massa tard que ha estat oberta amb la clau fantasma i la seva forma etèrea se separa del seu cos ara mort.                                                               |                           |                      |                                 |                         |
| 8 | «Ray of F**king Sunshine» | Dawn Wilkinson       | Vanessa Rojas                   | 7 de febrer de 2020     |
| Nina comença a beure arran dels últims esdeveniments, cosa que fa que comenci a recordar alguns dels esdeveniments que impliquen les claus. Utilitza la Clau de Reparació, que permet que un armari torni objectes danyats a llur forma original. Tyler i Kinsey creuen que, tot i que aquests records poden ser útils, preferirien que Nina hi sigui present i la convencen perquè deixi de beure. Tyler i Kinsey viatgen a la cova amb la porta Omega i troben una llista de Guardians de les Claus que inclou Rendell i els seus amics. Kinsey decideix visitar Erin a les instal·lacions on viu. Dodge l'hi pega i fa servir la Clau de Cap en ella per trobar on és la Clau Omega. Quan arriba Kinsey, Erin identifica Dodge com a Lucas, un dels vells amics de Rendell. Dodge, que ha pres la forma de Lucas amb la clau d'identitat, es queda amb Ellie i Rufus. Després que Nina trenqui l'urna que contenia les cendres de Rendell en un atac de ràbia, Tyler localitza la Clau Omega entre les cendres perquè Rendell l'havia amagada dins del seu propi cap. |                           |                      |                                 |                         |
| 9 | «Echoes»                  | Vincenzo Natali      | Meredith Averill i Liz Phang    | 7 de febrer de 2020     |
| Els nens de Locke confronten Ellie sobre Lucas, i explica que anys abans, el seu xicot Lucas va ser posseït per alguna cosa que passava per la Porta Omega i havia assassinat dos dels seus amics abans que Rendell el matés. Ellie i els seus amics en van amagar totes les proves, inclosa la retirada dels records de Duncan, es van dividir i van amagar les claus per evitar que ningú els tornés a utilitzar. Tanmateix, anys després, encara anhelant Lucas, Ellie va utilitzar la Clau Eco de la casa del pou per intentar portar-lo de nou, només va retornar l'entitat que l'havia posseït. Ellie havia cridat Mark sobre l'assassinat de Rendell perquè utilitzés la Clau Fòsfor per immolar-se i mantenir les ubicacions cartogràfiques de les altres claus amagades de Dodge. Una vegada que Dodge va escapar de la casa del pou, va prendre la forma de Lucas per viure amb Ellie i Rufus, obligant Ellie a robar la Corona de les ombres de Keyhouse. Ellie i Rufus prenen la Clau Ombra i tornen a casa seva per recuperar la corona. Tot i això, Dodge va tornar a la casa esperant-los, i ella agafa la Clau Ombra d'Elie per utilitzar-la.                                                                                    |                           |                      |                                 |                         |
| 10 | «Crown of Shadows»        | Vincenzo Natali      | Carlton Cuse i Meredith Averill | 7 de febrer de 2020     |
| Ara que posseeix la Corona d'Ombres, Dodge ataca Keyhouse a la recerca de la Clau Omega. Després que Bode destrueix l'ombra de Dodge amb la tecla Fòsfor, Dodge queda inconscient. Tyler i Kinsey l'envien per la porta d'Omega amb l'ajuda de Scot, Gabe, Jackie i Eden. Bode troba Rufus ferit però viu, però no troba cap rastre d'Ellie. Rufus és enviat a viure amb la seva tieta i oncle a Nebraska. Els Locke decideixen quedar-se a Matheson i Kinsey comença a festejar Gabe, sense saber que és una altra forma de Dodge; Dodge havia utilitzat la clau d'identitat per canviar la forma d'Ellie a Dodge, i va ser Ellie que els amics havien llançat per la porta d'Omega. A més, ara també es troba posseïda Eden, després de ser ferida per una de les bales demoníacs quan la porta Omega era oberta. |                           |                      |                                 |                         |

## Producció

### Antecedents
Locke & Key  va ser desenvolupada originalment com una sèrie de televisió per al canal de televisió oberta  Fox durant la temporada de televisió 2010-2011 per DreamWorks Television i 20th Century Fox Television. Josh Friedman en va escriure l'adaptació del guió pilot. Alex Kurtzman i Bob Orci van servir com a productors executius del pilot, que va ser protagonitzat per Mark Pellegrino, Miranda Otto, Jesse McCartney, Sarah Bolger, Skylar Gaertner, i Nick Stahl. El pilot no va rebre l'ordre d'esdevenir una sèrie per Fox, encara que es va projectar a la Sant Diego Comic-Amb de 2011. A la Sant Diego Comic-Amb de 2014, es va anunciar una trilogia cinematogràfica per Universal Pictures amb Kurtzman i Orci com a productors executius.

### Desenvolupament
El 9 de maig de 2016, es va aprendre  que IDW Entertainment desenvolupava de nou una adaptació de sèries de televisió de Locke & Key. L'escriptor de la novel·la,  Joe Hill, s'esperava escriure el pilot de la producció i servir com a productor executiu. El projecte es va desenvolupar en associació amb Circle of Confusion amb la intenció de llançar la sèrie a xarxes de cable i serveis de flux de dades multimèdia.
El 20 d'abril de 2017, es va aprendre que Hulu havia encomanat a la productora de fer un pilot. La producció va ser desenvolupada per Carlton Cuse amb Hill i va ser dirigida per Scott Derrickson. S'hi proveia Cuse com el Show runner i productor executiu de la sèrie al costat de Hill, Derrickson, Lindsey Springer, Ted Adams i David Ozer. Les empreses de producció implicades amb el pilot van incloure Carlton Cuse Productions i IDW Entertainment. El 14 de juliol de 2017, es va informar que Andy Muschietti va substituïr Derrickson com a director del pilot, ja que Derrickson es va veure obligat a abandonar la producció a causa d'un conflicte de programació. El 27 de març de 2018 es va informar que Hulu havia passat del pilot i va negar a ordenar-lo per a una sèrie.
El 29 de maig de 2018, la producció negociava amb Netflix per a una comanda de sèrie. Es va suposar que Netflix planejava reurbanitzar la propietat i descartar el pilot anterior ordenat per Hulu. A causa dels conflictes de programació, no s'esperava que Andy Muschietti dirigís el nou pilot, però continuaria exercint com a productor executiu al costat de Hill, Cuse, Adams, Ozer i Barbara Muschietti. Les empreses de producció implicades amb el nou projecte inlcouen Genre Arts, IDW Entertainment.  El 25 de juliol de 2018, Netflix encomanar oficialment la producció d'una sèrie deu episodis per a una primera temporad. Aron Eli Coleite, Meredith Averill i Rick Jacobs en van ser anunciats els productors executius. També s'esperava que Circle of Confusion tornés a actuar com a companyia productora de la sèrie. La nova iteració de la sèrie va ser creada per Hill i desenvolupada per Cuse, Coleite i Averill. El nou primer episodi va ser escrit per Hill i Coleite, amb Cuse i Averill fent de showrunners.   Michael Morris va dirigir els dos primers episodis i va actuar com a productor executiu.
Al adaptar el còmic per a la sèrie de Netflix, la ciutat fictícia de la casa Locke es va canviar de Lovecraft a l'estat de Massachusetts, a Matheson a l'estat de Massachusetts. Segons Cuse i Averille, Hill havia proposat aquest canvi: mentre que en el còmic és Lovecraft en honor de l'autor H. P. Lovecraft i, per tant, tenia més temes de Lovecraft, Hill va voler homenatjar l'autor i guionista Richard Matheson amb la sèrie.
Malgrat el fet que la sèrie encara no havia rebut una comanda per a una segona temporada, ja van començar a escriure'l abans de l'estrena de la primera temporada. Netflix va confirmar que havien renovat la sèrie per a una segona temporada el 30 de març del 2020.

### Càsting
L'agost de 2017, es va anunciar que Frances O'Connor i Jackson Robert Scott havien estat elegits en papers principals del pilot. Al setembre de 2017, es va informar que Megan Fuster i Nate Corddry s'havien unit a l'elenc principal del pilot. A l'octubre de 2017, es va anunciar que Jack Mulhern, Danny Glover i Owen Teague havien estat elegits en papers principals del pilot.
Juntament amb l'anunci del trasllat de la producció a Netflix, es va aprendre quetots els rols de la sèrie canviarien de protagonista amb l'excepció de Jackson Robert Scott com Bode Locke. El 19 de desembre del 2018, es va informar que Connor Jessup i Emilia Jones havien estat elegits per reemplaçar Mulhern i Fuster, respectivament. El gener de 2019, es va anunciar que Sherri Saum, Griffin Gluck, Steven Williams (en substitució de Glover), Darby Stanchfield (en substitució de O'Connor), Laysla De Oliveira i Kevin Alves s'havien unit a l'elenc amb Gluck, Stanchfield i De Oliveira en rols principals i Williams i Alves com recurrents. Al febrer de 2019, es va informar que Petrice Jones i Thomas Mitchell Barnet (en reemplaçament de Teague) s'havien unit a l'elenc principal i que Asha Bromfield i Felix Mallard apareixerien en papers recurrents.
Reflectint la seva aparició com a personatges en el còmic, els creadors Joe Hill i Gabriel Rodríguez van tenir aparicions en el final de la primera temporada com a paramèdics.

### Filmació

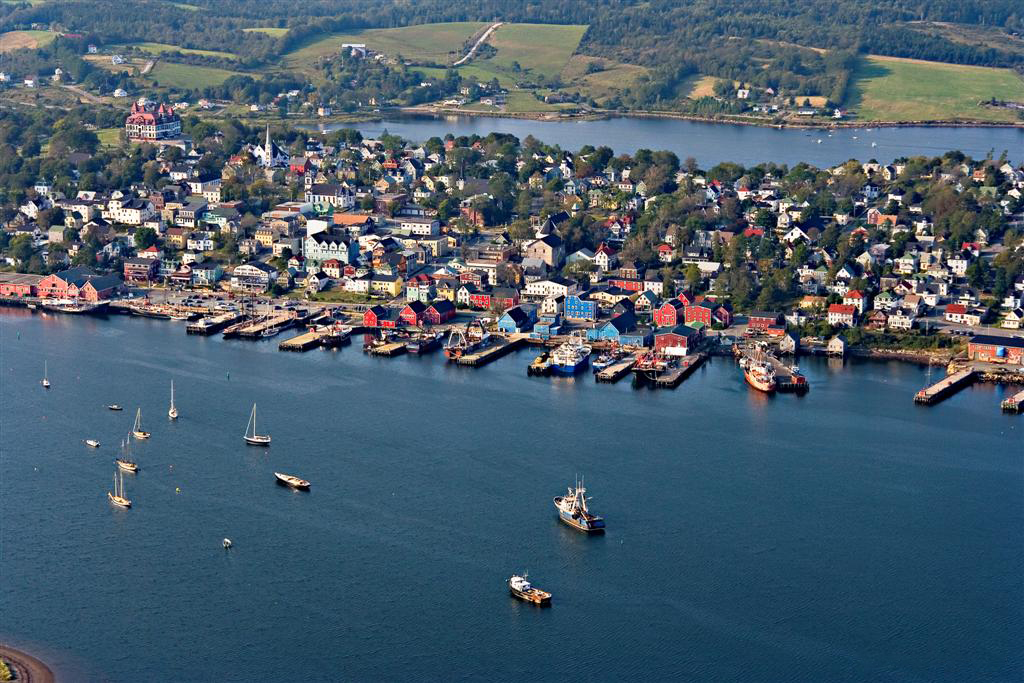
Lunenburg, Nova Escòcia es va utilitzar per a preses de la fictícia Matheson, Massachusetts.

La fotografia principal de la sèrie va tenir lloc de l'11 de febrer al 5 de juliol de 2019, a Toronto, Ontario, Canadà. Les escenes dins el fictici Matheson es van filmar en Lunenburg, Nova Escòcia, així com algunes altres escenes exteriors, com l'exterior de la Drowning Cave (Cova ofegada). La casa Locke en si mateixa va ser 1 set construït i filmat en Cinespace Film Studios a Toronto juntament amb altres escenaris interns.

## Estrena
Al desembre de 2019, Netflix va anunciar que la sèrie seria estrenada el 7 de febrer de 2020. El 8 de gener de 2020, Netflix va llançar un tràiler oficial de la sèrie.

## Recepció
Al lloc web de l' agregador de ressenyes Rotten Tomatoes, la sèrie té una qualificació d'aprovació del 66% amb 61 ressenyes, amb una qualificació mitjana de 6.58 / 10. El consens crític de la pàgina web diu: «Tot i que  Locke & Key  de vegades lluita per aconseguir un to consistent, captura suficient de l'essència del seu material d'origen per proporcionar un temps diabòlicament divertit i prou esgarrifós». En Metacritic la sèrie té un puntuació de 62 de 100 basada en 19 ressenyes, que indica «revisions generalment favorables».
La sèrie va rebre crítiques mixtes a positives dels crítics, destacant la banda sonora, el disseny d'escenari i els efectes visuals com a aspectes més favorables del programa. Els crítics van elogiar principalment el maneig de la sèrie en temes relacionats amb la pèrdua i el trauma, així com el seu ús d'elements de gènere de terror, al temps que van criticar l'ús del drama adolescent i les trames romàntiques per a realitzar la història. Les actuacions de Jackson Robert Scott i Laysla De Oliveira van rebre elogis particulars.
 USA Today  va afirmar que la sèrie va tenir «un debut gairebé tan fort com el de  Stranger Things  en 2016, però necessitava alguns ajustos per saltar l'obstacle entre lo bo i lo genial ».   IGN  li va donar crèdit a la sèrie pel seu retrat del trauma i els seus efectes visuals, i va elogiar les actuacions de Scott i De Oliveira, al mateix temps que la va criticar per no generar tensió de manera consistent.
 Polygon  va fer una crítica més negativa, criticant la decisió de fer que l'adaptació televisiva emfatitzés la història  coming-of-age i els elements de fantasia de la sèrie, mentre passava per alt els elements de terror i les imatges inquietants del material original. En particular, la seva revisió va criticar les subtrames poc interessants i el ritme inconsistent.